# Uloborus canescens
Uloborus canescens es una especie de araña araneomorfa del género Uloborus, familia Uloboridae. Fue descrita científicamente por C. L. Koch en 1844.
Habita en Colombia.